# Vol Aeroflot 03
Le 3 septembre 1962, le Tupolev Tu-104A opérant le vol Aeroflot 03, reliant Moscou à Petropavlovsk-Kamtchatski, s'écrase après une perte de contrôle de l'appareil. La cellule a commencé à vibrer, ce qui a fait embarder l'avion plusieurs fois à une altitude de 4 500 mètres avant de s'écrase dans un marais, à 90 kilomètres de Khabarovsk. À l'époque, il s'agissait du crash le plus meurtrier de l'histoire de l'aviation soviétique,.

## Appareil
L'appareil impliqué était un Tupolev Tu-104A qui avait effectué son premier vol en 1958. Il était propulsé par deux turboréacteurs Mikouline AM-3M et était enregistré auprès d'Aeroflot sous le numéro СССР-42366. L'avion a été produit par l'usine d'Omsk et a été remis à la division de la Direction de l'aviation civile de l'Extrême-Orient de Khabarovsk d'Aeroflot le 27 septembre 1958. La cabine de l'avion avait 70 sièges, mais malgré cela, 79 passagers ont été autorisés à bord. Au moment de l'accident, l'avion totalisait 4 426 heures de vol et 1 760 cycles de pressurisation.

## Passagers et équipage
À bord de l'avion se trouvaient 79 passagers, dont 58 adultes et 21 enfants. Sept membres d'équipage étaient également à bord du vol. L'équipage du poste de pilotage était composé des éléments suivants : 
- Commandant de bord Petr Vasilievich Marsakov
- Copilote Viktor Mikhaïlovitch Gritsenko
- Navigateur Vasily Petrovich Zalavsky
- Ingénieur de vol Yuri Ivanovich Gusynin
- Opérateur radio Oleg Stepanovitch Morozov

## Description de l'accident
Le contrôleur aérien a demandé de suivre le corridor établi Troitskoe. De légers stratocumulus étaient présents le long de la route désignée. À une altitude de 4 000 mètres, l'avion a cessé de communiquer avec le contrôle de la circulation aérienne de Khabarovsk et a suivi la route désignée. À 21 h 39 heure locale, le pilote a changé de contrôleur aérien et, après avoir reçu l'autorisation, a commencé à augmenter l'altitude à 8 000 mètres. L'avion a commencé à éprouver des difficultés de contrôle à 4 500 mètres, environ 1 minute et 37 secondes après les dernières communications avec le contrôle de la circulation aérienne. Les pilotes ont exprimé leur consternation face au roulement brusque des ailes ; l'avion a disparu du radar 36 secondes plus tard, s'écrasant dans un marais. Tous les passagers et membres d'équipage ont péri à l'impact.

## Cause
Aucune cause officielle de l'accident n'a été découverte, mais il a été déterminé que la fonction de pilote automatique aurait pu améliorer certains aspects du contrôle.
La commission chargée d'enquêter sur l'accident a conclu que :
« Une situation d'urgence pourrait être créée par l'activation involontaire de la commande électrique avec le trimmer de profondeur, ainsi que l'aileron du trimmer, bien que ce dernier soit moins dangereux que l'inclusion du trimmer de profondeur. Quant à la perte par inadvertance du gouvernail, le l'avion pourra toujours voler, même si cela compliquera considérablement le pilotage de l'avion. Si la profondeur est désactivée après avoir activé le pilote automatique et que l'équilibre de l'avion est maintenu par les volets compensateurs, une situation d'urgence peut survenir si le pilote automatique est éteint. »
Il convient de noter que la commission civile n'a pas été autorisée à examiner les documents relevant de la classification « secret militaire ». Cela a conduit à certaines théories selon lesquelles l'avion aurait pu être accidentellement abattu par un missile surface-air lancé depuis la base militaire de Litovko.